# Хепалка
Хепалка - річка в Росії, що протікає в Холмогорському районі Архангельської області. Витік - озеро Мале Хепальське. За 4 км від гирла річка йде під землю і тече карстовим річищем, знову виходячи на поверхню лише неподаліко від гирла. Гирло річки знаходиться за 180 км від гирла Північної Двіни праворуч. Довжина річки складає 13 км .
За 7 км від гирла в Хепалку впадає ліва притока Валдозерка, що бере початок з озера Валдозеро.
За даними державного водного реєстру Росії відноситься до Двінсько-Печорського басейнового округу, водогосподарська ділянка річки - Північна Двіна від впадання річки Вага і до гирла, без річки Пінега, річковий підбасейн річки - Північна Двіна нижче місця злиття Вичегди і Малої Північної Двіни. Річковий басейн річки - Північна Двіна  .
Код об'єкта в державному водному реєстрі - 03020300412103000034628  .